# 木村学 (地質学者)
木村 学（きむら がく、1950年 - ）は、日本の地質学者。東京大学名誉教授。初代日本地球惑星科学連合会長。元日本地質学会会長。第23-24期日本学術会議会員。学位は、博士（理学）(北海道大学)。研究テーマは、プレート収束帯のテクトニクス、専門はテクトニクス・構造地質学である。

## 来歴
北海道奈井江町生まれ。北海道岩見沢東高等学校卒業（第43期生）。1974年3月に北海道大学理学部地質学鉱物学科卒業。1981年3月北海道大学理学研究科地質学鉱物学専攻を修了。1981年3月25日「Dynamic analysis of natural folds and tectonics near the southwestern margin of the Kurile Arc」により、理学博士(北海道大学)を得る(授与番号:甲第1596号)。
1982年5月香川大学教育学部講師に着任、1984年10月香川大学教育学部助教授、1994年4月大阪府立大学総合科学部教授、1997年8月東京大学大学院理学系研究科・理学部教授。2016年4月より東京海洋大学特任教授に就任。同年4月1日付で東京大学名誉教授の称号を得る。
2006年5月から 2008年5月まで日本地質学会会長、2008年12月から 2012年5月まで公益社団法人日本地球惑星科学連合会長。現在同理事。「東京大地会」会長（2013年度～2017年度）東京岩見沢会副会長（2018年度〜）。
プレートテクトニクスの専門家であり、著書に『図解・プレートテクトニクス入門 (ブルーバックス) 』『付加体と巨大地震発生帯―南海地震の解明に向けて 』『地質学の自然観』『プレート収束帯のテクトニクス学』『揺れ動く大地　プレートと北海道』、他に編・解説『プレート・テクトニクス革命　20世紀科学論文集』（岩波文庫、2025年）がある。
2007年、統合国際深海掘削計画(IODP)による「南海トラフ地震発生帯掘削計画」のプロジェクターリーダーの1人として、本計画を指揮した。しかし、2019年、技術的困難のためプレート境界断層への到達を中断せざるを得ないという事態になった。
2012年9月に日本地質学会から日本地質学会賞を受賞した。受賞対象の研究テーマはテクトニクス，付加体地質学，沈み込みプレート境界地震発生帯物質科学である。
2015年11月27日、岩見沢生涯学習センター主催市民講座で「動く大地」タイトルの講演を行った。
2017年1月14日、朝日カルチャーセンターで「地球研究の最前線 プレートテクトニクス」の講演を行った。包括的な動く大地の理論であるプレートテクトニクスを一般向けに分かりやすく伝えた。